# Fueled by Fire
Fueled by Fire ist eine US-amerikanische Thrash-Metal-Band aus Norwalk, Kalifornien, die im Jahr 2002 gegründet wurde.

## Geschichte
Die Band wurde im Jahr 2002 von Carlos Gutierrez (Schlagzeug), Rick Rangel (Gesang), Adrian Gallego (E-Bass) und Sal Zepede (E-Gitarre) gegründet. Gallego stieg kurze Zeit später aus der Band wieder aus, Rangel übernahm den Posten des Bassisten und Ray Fiero stieß als neuer Sänger zur Band. Etwas später kam Bassist Anthony Vasquez zur Band und Rick Rangel übernahm den Posten des Gitarristen. Diese Aufstellung blieb konstant, bis Sänger Ray Fiero die Band im Januar 2004 verließ. Nur einen Tag später fand man mit Jovanny „Gio“ Herrera einen neuen Sänger. Er wurde zudem auch dritter Gitarrist der Band. Ihr erstes Demo namens Life… Death… and FBF wurde im April 2004 veröffentlicht. Dieses ermöglichte der Band einen Auftritt im Whisky a Go Go in Los Angeles. Infolgedessen spielte die Bands Auftritte in Los Angeles und Umgebung mit Bands wie Exodus, Possessed, Exumer, Heathen, Hallows Eve, Hirax und Agent Steel.
Im Mai 2006 nahm die Band ihr erstes, selbst finanziertes Album namens Spread the Fire auf und veröffentlichte dieses im September desselben Jahres. Das Album erregte die Aufmerksamkeit von Brian Slagel, Gründer von Metal Blade Records. Die Band unterschrieb einen Vertrag im März 2007 bei dem Label. Das Album Spread the Fire wurde im August 2007 wiederveröffentlicht. Die Wiederveröffentlichung wurde von Joey Vera (Bassist bei Armored) neu abgemischt und gemastert und enthielt zwei Bonuslieder. Einen Monat nach der Veröffentlichung suchte die Band nach einem neuen Sänger und Gitarristen. Rick Rangel wurde Sänger der Band und Chris Monroy wurde neuer Gitarrist.
Im Dezember 2007 folgte eine Tour entlang der Ostküste der USA zusammen mit Scarecrow. Die Band spielte zusätzlich einige Auftritte in Mexiko. Im Jahr 2008 folgte ein Auftritt auf dem Keep It True-Festival in Deutschland. Im April 2008 ging die Band auf Tour durch Europa, im Juli 2008 folgte eine US-Tour zusammen mit M.O.D.
Im Jahr 2010 folgte eine weitere Europa-Tour zusammen mit Violator, um ihr neues Album Plunging into Darkness zu bewerben.

## Stil
Fueled by Fire spielt klassischen Thrash Metal im Stil der 1980er Jahre. Sie werden mit anderen Bands des Genres wie Exodus, Testament und Slayer verglichen.

## Diskografie
- 2004: Life… Death… and FBF (Demo, Eigenveröffentlichung)
- 2006: Spread the Fire!!!!! (Demo, Eigenveröffentlichung)
- 2006: Spread the Fire (Album, Annialation Records)
- 2007: Spread the Fire (Wiederveröffentlichung des Albums + Bonuslieder, Metal Blade Records)
- 2010: Plunging into Darkness (Album, Annialation Records)
- 2013: Trapped in Perdition (Album, Noiseart Records)